# Magnus Drake
Magnus Drake, född 25 april 1616, död 17 september 1693, var en svensk militär.

## Biografi
Magnus Drake föddes 1616. Han var son till kavalleriofficeren Knut Drake och Helga Månsdotter. Drake tjänade från 1633 vid ett tyskt volontärregemente under fältmarskalken Alexander Leslies överbefäl i trettioåriga kriget och hade härunder nått graden av löjtnant, då han 1637 på grund av svåra blessyrer måste återvända till Sverige. Blev sedermera major. Drake avled 1693 och begraven i ättens av honom iordningställda gravkor i Sunds kyrka.

### Egendom
Drake ägde Graby, Bulsjö och Lövåsa i Sunds socken, Dalby i Torpa socken, Himna i Törnevalla socken, Ekholmen i Landeryds socken, Styrestaholm i Styrestads socken, Fostirp i Östra Vingåkers socken, med mera.

### Familj
Drake gifte sig första gången 27 oktober 1639 i Hällestads socken med Magdalena Slatte (död 1644), dotter av häradshövdingen Erik Slatte och Catharina von Scheiding. De fick tillsammans barnen kaptenen Knut Drake (1641–1699), Catharina Drake (1642–1668) och Magdalena Drake (1643–1667).
Drake gifte sig andra gången 1647 med Brita Rosenstråle (1601–1656), dotter av ryttmästaren Börje Rosenstråle och Märta Stålarm. Brita Rosenstråle var änka efter överstelöjtnanten Påvel Sölfverarm.
Drake gifte sig tredje gången i januari 1658 med Christina Kagg (död 1683), dotter av kaptenen Lennart Kagg och Anna Ivarsdotter Ulfsparre. Christina Kagg var änka efter ryttmästaren Erik Bååt. Drake och Kagg fick tillsammans barnen Anna Helena Drake (död 1692) som var gift med kaptenen Leonard Rosenquist af Åkershult, Johan Drake (död 1667), kaptenen Hans Leonard Drake (1663–1722), Hebbla Drake (1663–1737), Beata Drake som var gift med hovjunkaren och löjtnanten Simon Adam Möller, löjtnanten Carl Magnus Drake (1668–1739), Märta Drake (1670–1743) som var gift med kaptenen Gustaf Falck vid Östgöta kavalleriregemente och Margareta Christina Drake (1673–1750) som var gift med fänriken Johan Rääf af Småland.